# Elsa Laula Renberg

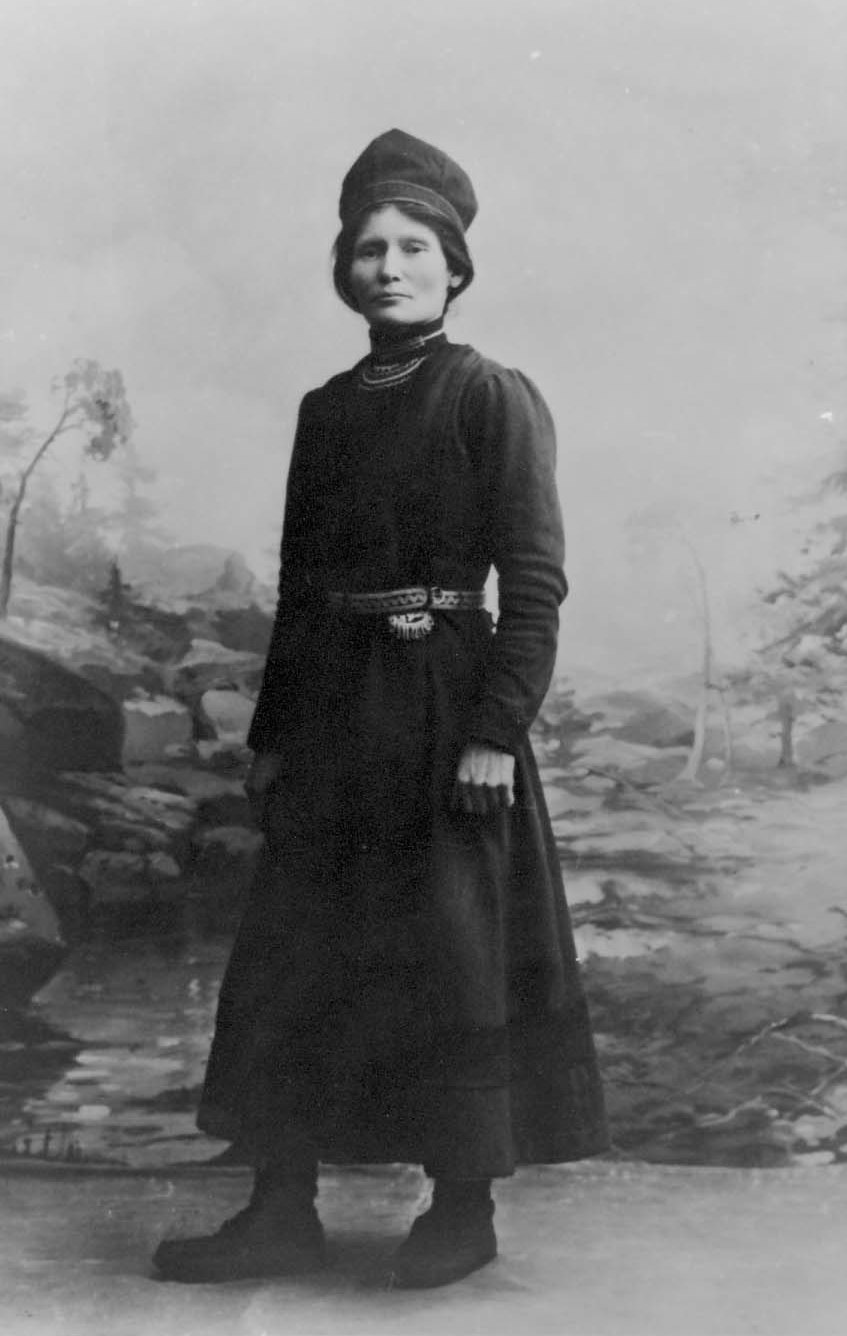
Elsa Laula Renberg (um 1915)

Elsa Laula Renberg (* 29. November 1877 in Tärnaby; † 22. Juli 1931 in Brønnøy) war eine schwedisch-norwegische Aktivistin und Politikerin. Von ihr gingen wichtige Impulse für die Emanzipation der Samen, besonders samischer Frauen, aus.

## Leben
Elsa Laula Renberg war die Tochter der Rentierzüchter Lars Thomasson Laula und Kristina Josefina Larsdotter und wuchs nahe Dikanäs auf. Nachdem sie die Hebammenschule in Stockholm absolviert hatte, ging sie zurück in ihre Heimat nahe Dikanäs. 1908 heiratete sie den Rentierzüchter Thomas Renberg. Zusammen zogen sie nach Vefsn in Nordland in Norwegen. Aus der Ehe gingen sechs Kinder hervor. 1904 wird sie Gründungspräsidentin des ersten Samenverbandes und veröffentlichte ein dreißigseitiges Pamphlet in Schwedischer Sprache Infor lif eller död? Sanningsord i de Lappska förhållandena („Sind wir tot oder lebendig? Die Wahrheit über die Bedingungen der Lappen“). Damit war sie die erste samische Frau, die eine Schrift veröffentlichte. Das Werk behandelte verschiedene Bereiche, die die Samen betrafen, etwa das Schulsystem, das Wahlrecht und das Recht Land zu besitzen. Der Samische Nationalstolz erstarkte durch die Veröffentlichung des Pamphlets. Renberg ermutigte samische Frauen auch zu arbeiten und unterstützte sie dabei. 1917 zählte sie zu den Mitinitiatoren der ersten Allnordischen Samenkonferenz. Sie starb mit 54 Jahren an Tuberkulose.

## Varia
Elsa Laula Renberg ist eine der Hauptfiguren in Harald Gaskis und Gunnar H. Gjengsets Drama über das Leben von Johan Turi.